# Rogale (przystanek kolejowy)
Rogale – przystanek osobowy w Rożyńsku na linii kolejowej nr 233, w powiecie ełckim, w województwie warmińsko-mazurskim, w Polsce.